# Glinki Mokre
Glinki Mokre (prononciation : [ˈɡlinki ˈmɔkrɛ], en allemand : Naßglienke) est un village polonais de la gmina d'Okonek dans le powiat de Złotów de la voïvodie de Grande-Pologne dans le centre-ouest de la Pologne.
Il se situe à environ 6 kilomètres au nord d'Okonek (siège de la gmina), 29 kilomètres au nord-ouest de Złotów (siège du powiat), et à 132 kilomètres au nord de Poznań (capitale de la Grande-Pologne).

## Histoire
De 1725 à 1945, Naßglienke fait partie de l'arrondissement de Neustettin dans le district de Köslin au sein de la province de Poméranie.
De 1975 à 1998, le village faisait partie du territoire de la voïvodie de Piła.

Depuis 1999, Glinki Mokre est situé dans la voïvodie de Grande-Pologne.